# Bogumiłowice (Petite-Pologne)
Pour les articles homonymes, voir Bogumiłowice.
Bogumiłowice (prononciation : [bɔɡumiwɔˈvit͡sɛ]) est une localité polonaise de la gmina de Wierzchosławice, située dans le powiat de Tarnów en voïvodie de Petite-Pologne.